# Hermann Dürck

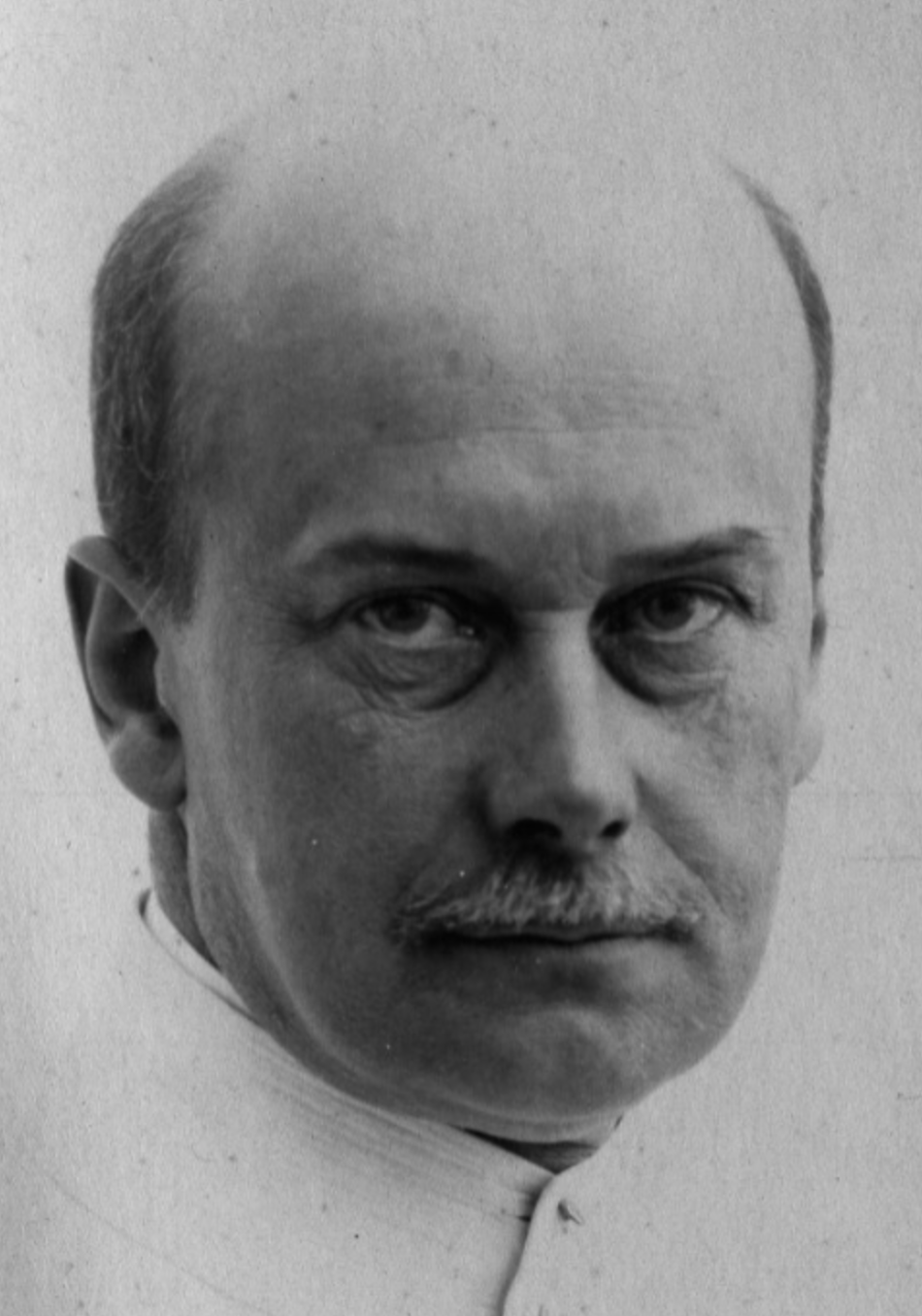
Hermann Dürck, 1920 (Bildarchiv der Bayerischen Staatsbibliothek, Porträt- und Ansichtensammlung)

Hermann Ludwig Friedrich Franz Dürck (* 11. Februar 1869 in München; † 5. Januar 1941 ebenda; international auch Duerck) war ein deutscher Pathologe und Bakteriologe.

## Herkunft
Hermann Dürcks Eltern waren der Direktor der bayerischen Handelsbank Friedrich Dürck (1842–1913) und dessen Ehefrau Maria Ludorff, eine Tochter des Justizrats Ludwig Ludorff aus Münster. Der Maler Friedrich Dürck war sein Großvater.

## Leben
Er studierte nach dem Abitur am Wilhelmsgymnasium München ab 1887 bei Otto Bollinger an der Universität München und Hans Chiari in Prag und wurde 1892 in München promoviert. 1897 habilitierte er sich in pathologischer Anatomie und Bakteriologie und erhielt im Jahre 1902 den Titel eines Juniorprofessors. 1909 wechselte er als ordentlicher Professor an das Institut für Pathologie der Universität Jena, dann 1911 als Direktor an das pathologische Institut der Klinikum rechts der Isar in München. Im Jahr 1919 ernannte man ihn zum Honorarprofessor an der Universität München.
Seine weitreichenden Forschungen schlossen Untersuchungen ein von Beriberi, Malaria, die pathologische Anatomie der Beulenpest sowie Studien über die Ätiologie und Histologie der Lungenentzündung. Sein Name ist mit dem Begriff „Dürcksche Fasern“ oder „Dürck nodes“ verbunden, der gefäßgefährdende chronische entzündliche Infiltrate im Gehirn in Verbindung mit der Schlafkrankheit (Afrikanische Trypanosomiasis) beschreibt. Er hatte zudem eine reiche morphologische Erfahrung im Dienst der Unfallsbegutachtung, worüber er 1936 in der MMW berichtete.
Hermann Dürck starb 1941 im Alter von 71 Jahren in München.

## Grabstätte

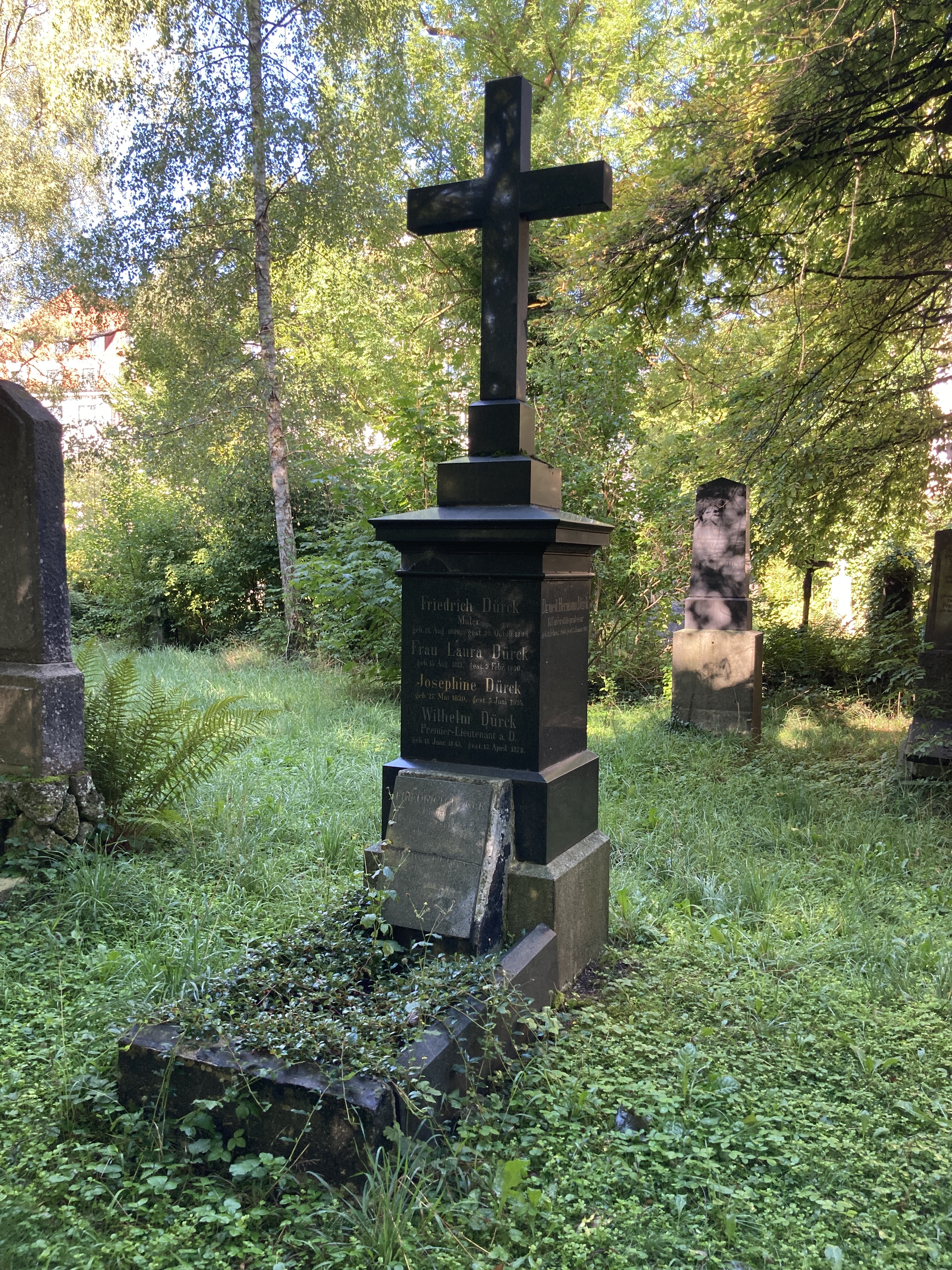
Grab von Hermann Dürck auf dem Alten Südlichen Friedhof in München

Die Grabstätte von Hermann Dürck befindet sich auf dem Alten Südlichen Friedhof in München (Gräberfeld 14 – Reihe 1 – Platz 32) Standort.
Das Grab ist eine Familiengrabstätte, die zuerst für Hermann Drücks Großvater, den Maler Friedrich Dürck, errichtet wurde.
Ausweislich der Grabinschriften liegen in dem Grab auch Dürcks Vater Friedrich Dürck seine Mutter Marie Dürck (geb. Ludorff), Großmutter Laura Dürck sowie seine Tante Josephine Dürck und sein Onkel Wilhelm Dürck.

## Familie
Hermann Dürck heiratete 1914 in München Maximiliane von Ritter zu Groenesteyn (1890–1978), eine Tochter des bayerischen Gesandten in Paris Freiherr Otto von Ritter zu Groenesteyn und dessen Ehefrau, der Gräfin Karoline von Holnstein aus Bayern (1870–1915).

## Veröffentlichungen
Dürck war der Autor des Werkes Atlas und Grundriss der speziellen pathologischen Histologie, das später übersetzt und in englischer Sprache veröffentlicht wurde unter:
- „Atlas and epitome of special pathologic histology. Circulatory organs, respiratory organs, gastrointestinal tract“, 1900.
- „Atlas and epitome of special pathologic histology, Liver; urinary organs; sexual organs; nervous system; skin; muscles; bones“, 1901.

Er schrieb auch Atlas und Grundriss der allgemeinen pathologischen Histologie, übersetzt und in englischer Sprache veröffentlicht als „Atlas and epitome of general pathologic histology“ (1904).